# 천일야화 (코미디)
천일야화는 SBS에서 하는 프로그램이다. 기획 의도는 코미디 및 드라마 예능프로그램이다.

## 방송 시간
- 1997년 3월 7일 ~ 1997년 6월 27일 : 매주 금요일 저녁 19:30 ~ 20:25(55분)
- 1997년 7월 4일 ~ 1997년 10월 24일 : 매주 금요일 밤 21:00 ~ 21:50(50분)
- 1997년 11월 30일 ~ 1998년 1월 11일 : 매주 일요일 밤 21:50 ~ 22:40(50분)

## 출연진
- 이낙훈 : 웨이터 역
- 오지명
- 강민경
- 정웅인